# Superman & Lois
Superman & Lois är en amerikansk TV-serie utvecklad av Todd Helbing och Greg Berlanti, baserad på DC Comics karaktärer Stålmannen och Lois Lane, skapad av Jerry Siegel och Joe Shuster. Serien hade premiär på The CW den 23 februari 2021.

## Handling
Clark Kent/Stålmannen och Lois Lane återvänder till Smallville med sina söner Jonathan och Jordan, där de återupptar bekantskapen med Lana Lang, hennes man Kyle Cushing och deras dotter Sarah. Deras idylliska liv vänds upp och ner när The Stranger dyker upp, liksom av Morgan Edges hemliga experiment.

## Rollista (i urval)

### Huvudroller
- Tyler Hoechlin som Kal-El / Clark Kent / Stålmannen
- Elizabeth Tulloch som Lois Lane
- Jordan Elsass som Jonathan Kent
- Alex Garfin som Jordan Kent
- Erik Valdez som Kyle Cushing
- Inde Navarrette som Sarah Cushing
- Wolé Parks som John Henry Irons / The Stranger
- Adam Rayner som Tal-Rho / Morgan Edge
- Dylan Walsh som Sam Lane
- Emmanuelle Chriqui som Lana Lang-Cushing

### Återkommande roller
- Joselyn Picard som Sophie Cushing
- Fritzy Klevans-Destine som Sean Smith
- Wern Lee som Tag Harris
- Zane Clifford som Timmy Ryan
- Stacey Farber som Leslie Larr
- Sofia Hasmik som Chrissy Beppo
- Angus Macfadyen som Jor-El
- Danny Wattley som Gaines
- Hesham Hammoud som överstelöjtnant Reno Rosetti
- Leeah Wong som Emily Phan